# Gérard Mourou
Gérard Mourou (Albertville, 1944. június 22. –) Nobel-díjas francia fizikus.

## Élete
Mourou 1973-ban szerzett PhD fokozatot Franciaországban, majd az Egyesült Államokba ment, és 1977-ben a Rochesteri Egyetem professzora lett. 1990-ben a Michigani Egyetemen a Center for Ultrafast Optical Science alapító igazgatója, majd 2005 és 2009 között az ENSTA optikai laboratóriumának igazgatója volt. Jelenleg a Michigani Egyetem emeritus professzora. 
2018. október 2-án Mourou Donna Stricklanddel, egykori doktoranduszával elnyerte a fizikai Nobel-díjat a fázismodulált impulzuserősítés kidolgozásáért. A díj másik felét Arthur Ashkin kapta meg a lézercsipeszekkel kapcsolatos munkájáért. Strickland és Mourou 1985-ben jelentették meg úttörő munkájukat "A fázismodulált optikai impulzusok tömörítése" címen, ekkor Strickland doktorandusz volt Mourou alatt. A Rochester Lézerenergetikai Laboratóriumában a lézerekhez fejlesztett fázismodulált impulzuserősítés vezetett a nagy intenzitású, ultrarövid fénysugár impulzusok fejlődéséhez. Mivel az ultrarövid és a ultraéles fénysugarak rendkívül pontos vágásokat tesznek lehetővé, a technikát lézeres mikromegmunkálásban, a lézeres sebészetben, az orvostudományban, az alapkutatásokban és egyéb alkalmazásokban használják. Ez tette lehetővé az orvosok számára, hogy évente több millió lézeres látáskorrekciós műtétet végezhessenek.

## Díjak és elismerések
- Willis E. Lamb-díj (2005)
- Fizikai Nobel-díj (2018)
- A Vilniusi Egyetem díszdoktora (2020)
- A Bolgár Tudományos Akadémia díszdoktora (2020)